# حلمي حنون
حلمي يوسف مصلح حنون، (أبو يوسف، 1913 – 29 يوليو 2001) سياسي وقيادي فلسطيني من مدينة طولكرم، ورئيس بلدية طولكرم مُنذ عام 1962 وحتى عام 1998، وعضو بارز في منظمة التحرير الفلسطينية، يعد من أبرز شخصيات الحركة الوطنية الفلسطينية، كان عضوًا عام 1964 في أول برلمان وطني فلسطيني الذي عرف باسم المجلس الوطني الفلسطيني والذي أُعلِنَ فيه عن تأسيس منظمة التحرير الفلسطينية، وكان حنون أول من أعلَنَ من داخل فلسطين في مطلع السبعينات بأن منظمة التحرير الفلسطينية هي الممثل الشرعي والوحيد للشعب الفلسطيني وذلك لأول مرة منذ سيطرة إسرائيل على الأراضي الفلسطينية عام 1967 وفي الوقت الذي كانت فيه منظمة التحرير الفلسطينية وقيادتها تتواجد خارج فلسطين، وهو من قادة ومؤسسي تيار الجبهة الوطنية الفلسطينية ولجنة التوجيه الوطني الفلسطيني، وقد لقبه الزعيم الفلسطيني ياسر عرفات بلقب "حنونة فلسطين".

## نشأته وتحصيله العلمي
حلمي يوسف مصلح حنون وهو من مدينة طولكرم، وقد وُلِد عام 1913 في مدينة يافا حينما كان والده يعمل حينها فيها هناك. التحق حلمي حنون بالجامعة الأمريكية في بيروت حيث حصل منها عام 1934 على درجة البكالوريوس في تخصص التجارة، وخلال دراسته في الجامعة برز في رياضة التنس وتولى قيادة فريق الجامعة للتنس.

## حياته السياسية
عمل حلمي حنون في فلسطين منذ عام 1934 في مجال الإشراف على تجارة الحمضيات الفلسطينية إلى خارج فلسطين، حيث كانت أراضي منطقة طولكرم تشتهر بزراعة الحمضيات، وقد مثل فلسطين قبل النكبة في عدة دول أوروبية من بينها بريطانيا في تسويق الحمضيات الفلسطينية إذ كان عضوًا في الوفد التسويقي الرسمي لحكومة فلسطين، وانتخب في تلك الفترة عضوًا في مجلس مراقبة الحمضيات الفلسطيني.
أسس صحيفة الشعب الفلسطينية عام 1946 لتكون حينها أحد أبرز الصحف الفلسطينية، وفي عام 1956 كان حنون عضوًا في الحزب الوطني الاشتراكي، كما كان مرشحًا من الحزب.

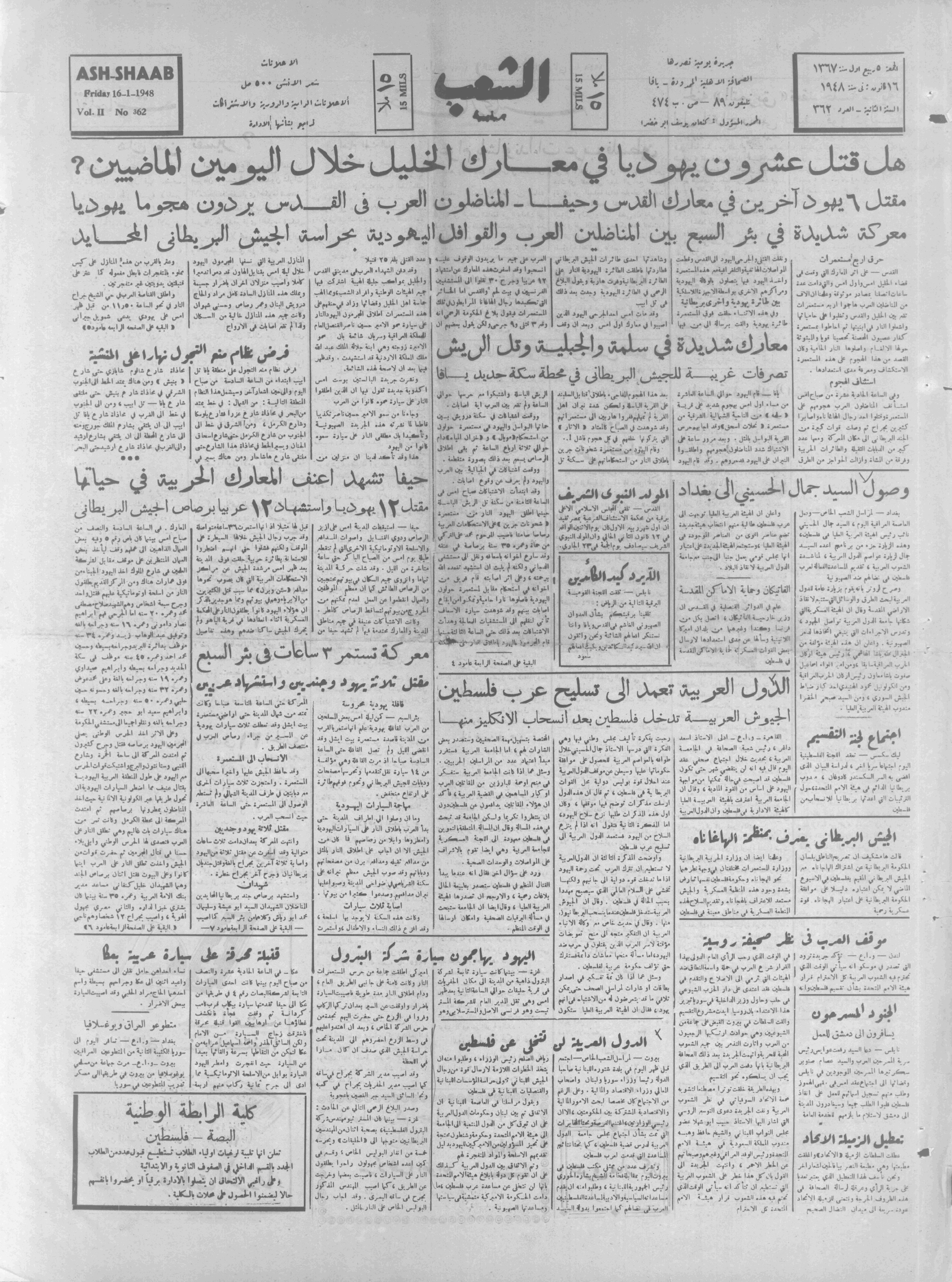
صحيفة الشعب الفلسطينية والتي أسسها حلمي حنون

في 14 أغسطس 1962 كلفته الحكومة الأردنية بمنصب رئيس بلدية طولكرم، ثم انتخب بتاريخ 27 سبتمبر 1963 رئيسًا لبلدية طولكرم، وأعيد انتخابه مرة أخرى بتاريخ 28 مارس 1972 على رأس كتلة "الجبهة الوطنية الفلسطينية" لتكون هذه أول انتخابات تجري بعد حرب النكسة وسيطرة إسرائيل على الأراضي الفلسطينية عام 1967، إذ كان حنون قد تولى رئاسة كتلة "الجبهة الوطنية الفلسطينية" بتوجيهٍ ودعمٍ مطلق من ياسر عرفات ومنظمة التحرير الفلسطينية، ثم انتخب بتاريخ 12 أبريل 1976 مجددًا لرئاسة بلدية طولكرم على رأس كتلة "الجبهة الوطنية الفلسطينية" ضمن انتخابات الضفة الغربية المحلية لعام 1976 وهي ثاني انتخابات في عهد سيطرة إسرائيل والتي كانت نتائجها فوز حنون وانتصار منظمة التحرير الفلسطينية، وقد استمر حنون في منصبه هذا حتى تاريخ 24 أبريل 1998.
شارك حنون في المؤتمر الفلسطيني الأول الذي عقد في القدس بتاريخ 28 مايو 1964 برعاية الملك الأردني الحسين بن طلال وبمشاركة كافة الدول العربية على مستوى وزراء خارجية، فكان حنون عضوًا في أول برلمان وطني فلسطيني بعد النكبة الذي عرف باسم المجلس الوطني الفلسطيني والذي أعلن فيه عن تأسيس منظمة التحرير الفلسطينية، وكان حنون أحد الموقعين على الميثاق الوطني الفلسطيني.
خلال فترة السبعينات تولى حنون رئاسة مجلس "جريدة الفجر الفلسطينية"، كما لعب دورًا بارزًا عام 1980 في ولادة "لجان الشبيبة الفتحاوية للعمل الاجتماعي" إذ كانت توجهاته مع حركة التحرير الوطني الفلسطيني (فتح).
ساهم حنون عام 1972 في تأسيس "لجنة التوجيه الوطني الفلسطيني" بعد سيطرة إسرائيل على ما تبقى من الأراضي الفلسطينية في حرب النكسة عام 1967، وكان قياديًا فيها، إذ كانت اللجنة هي الإطار القيادي في داخل الأراضي الفلسطينية وقد طرحت نفسها كامتداد أصيل لمنظمة التحرير الفلسطينية، وانطوت اللجنة تحت "الجبهة الوطنية الفلسطينية" التي ساهم حنون في تأسيسها وهي إطار سياسي مناهض لإسرائيل وتعد ذراعًا لمنظمة التحرير الفلسطينية.
كان حنون أول من أعلن من داخل فلسطين في أوائل السبعينات بأن منظمة التحرير الفلسطينية هي الممثل الشرعي والوحيد للشعب الفلسطيني وذلك لأول مرة منذ سيطرة إسرائيل على الأراضي الفلسطينية عام 1967، في الوقت الذي كانت فيه منظمة التحرير الفلسطينية وقيادتها متواجدة في خارج فلسطين، وقد تولى حنون قيادة منظمة التحرير الفلسطينية في داخل فلسطين برفقة كل من كريم خلف وبسام الشكعة ومحمد ملحم، فحاولت إسرائيل اغتيال خلف والشكعة، ونفت ملحم إلى خارج فلسطين، في حين فرضت الإقامة الجبرية على حنون منذ عام 1980 وحتى عام 1983.
في أكتوبر ونوفمبر 1977 أعلن حنون رسميًا أنه لن يذهب إلى مباحثات جنيف كما اقترح الرئيس المصري أنور السادات، في أعقاب دعوة السادات لمنظمة التحرير الفلسطينية لحضور المؤتمر التحضيري لمؤتمر جنيف وذلك في 14 ديسمبر 1977 في القاهرة تحت اسم "مؤتمر القاهرة التحضيري للإعداد لمؤتمر السلام"، حيث رفضت منظمة التحرير هذه الدعوة، وأعلن حنون قائلًا بأنه إذا أرادت منظمة التحرير الفلسطينية الذهاب لمؤتمر جنيف فحينها سيذهب.
في عام 1981 حاول وزير الاحتلال الإسرائيلي الجديد أرئيل شارون إقناع حنون بالانضمام إلى مفاوضات سلام لخلق حكم ذاتي فلسطيني وخلق قيادة فلسطينية جديدة بديلة عن منظمة التحرير الفلسطينية يكون حنون ضمنها، فعارض حنون ذلك بشدة.
في عام 1988 قدم وزير الاحتلال الإسرائيلي إسحاق رابين عدة مرات عرضًا لحنون لتنصيبه ضمن قيادة جديدة للشعب الفلسطيني تكون فيها هذه القيادة الجديدة داخل فلسطين كبديل عن قيادة منظمة التحرير الفلسطينية المتواجدة خارج فلسطين، فرفض حنون ذلك واعتبرها محاولة خطيرة لتجاوز منظمة التحرير الفلسطينية وإقامة دولة فلسطينية، وأعلنت وسائل الإعلام إسرائيلية في 20 يونيو 1988 بأن "السياسي الفلسطيني البارز حلمي حنون قد رفض دعوة رابين للحوار"، وفي 20 يناير 1989 قال حنون ردًا على رابين: "إنه يعلم جيدًا أن لدينا قيادة للفلسطينيين، إذا كانوا يريدون سلامًا حقيقيًا فإنهم يعرفون إلى أين يجب أن يذهبوا".

## وفاته وتخليده
تُوفي حلمي حنون في مدينة طولكرم بتاريخ 29 يوليو 2001 عن عمرٍ ناهز 88 عامًا، وقد نعاه الرئيس الفلسطيني ياسر عرفات، وتخليدًا لحلمي حنون فقد أطلق اسمه عقب وفاته على أحد أبرز الشوارع الرئيسية في مدينة طولكرم، كما سُميت مدرسة في المدينة باسمه.

## وصلات خارجية
- حلمي حنون على يوتيوب.